# FC Alliance Äischdall
El FC Alliance Äischdalles un equipo de fútbol de Luxemburgo que milita en la Primera División de Luxemburgo, la tercera liga de fútbol más importante del país.

## Historia
Fue fundado en el 2007 en la ciudad de Hobscheid a raíz de la fusión de los equipos CS Hobscheid y FC Olympique Eischen e iniciaron en la 1. Division de Luxemburgo, en la cual quedaron en la 6ª posición en su primera temporada.
Lograron el ascenso a la Éirepromotioun dos temporadas más tarde, en la 2009/10, liga en la que juega desde entonces. Nunca han jugado en la Division Nationale.